# 7A busz (Eger)
Az egri 7A jelzésű autóbusz a Baktai út és a Vécsey völgy forduló között közlekedik az autóbusz-állomás érintésével. A viszonylatot a Volánbusz üzemelteti.

## Története
2022. január 1-jén a város buszhálózata jelentősen átalakult, ennek keretében a 7-es bizonyos indulásai a Tesco áruházig hosszabbodtak, a Baktai útig közlekedő rövidebb menetek 7A jelzést kaptak.

## Útvonala
| Baktai út felé | Vécsey völgy, forduló felé |
| --- | --- |
| Vécsey völgy, forduló vá. – Vécseyvölgy utca – Tetemvár utca – Régi Cifrakapu utca – Malom utca – Széchenyi István utca – Csiky Sándor utca – Barkóczy utca – Törvényház utca – Eszterházy tér – Hatvani kapu tér – Eszterházy tér – Törvényház utca – Vörösmarty Mihály utca – Király utca – Rajner Károly utca – Mindszenty Gedeon utca – Garai János utca – Radnóti Miklós utca – Kisfaludy Sándor út – Váci Mihály utca – Ankli József utca – Mikes Kelemen utca – Laktanya utca – Csokonai Mihály utca – Baktai út – Hatvanasezred utca – Baktai út vá. | Baktai út vá. – Baktai út – Csokonai Mihály utca – Laktanya utca – Mikes Kelemen utca – Kisfaludy Sándor út – Mindszenty Gedeon utca – Rajner Károly utca – Király utca – Vörösmarty Mihály utca – Törvényház utca – Eszterházy tér – Hatvani kapu tér – Eszterházy tér – Törvényház utca – Barkóczy utca – Csiky Sándor utca – Széchenyi István utca – Malom utca – Régi Cifrakapu utca – Tetemvár utca – Vécseyvölgy utca – Vécsey völgy, forduló vá. |

## Megállóhelyei
Az átszállási kapcsolatok között az azonos, de hosszabb útvonalon közlekedő 7-es busz nincs feltüntetve.
| 7A (Vécsey völgy, forduló – Baktai út) |                                         |          |                                                                                                  |
| Perc (↓)                               | Megállóhely                             | Perc (↑) | Megállóhelyet érintő járatok                                                                     |
| 0                                      | Vécsey völgy, forduló végállomás        | 28       | Helyközi buszok                                                                                  |
| 1                                      | Egri csillagok utca                     | 27       |                                                                                                  |
| 2                                      | Eger-vár, vasúti megállóhely            | 26       | Helyközi buszok Távolsági járatok Egervár megállóhely                                            |
| 3                                      | Tetemvár út                             | 25       | 3, 3A                                                                                            |
| 5                                      | Malom út                                | 23       | 5, 5A, 6, 12, 16, 112, 3405, 3406 Helyközi buszok                                                |
| 7                                      | Tűzoltó tér                             | 22       | 2, 2A, 5, 5A, 6, 11, 12, 14, 14E, 16, 112, 3405, 3406                                            |
| 9                                      | Dobó Gimnázium                          | 20       | 2, 2A, 5, 5A, 6, 11, 12, 14, 14E, 16, 112, 3405, 3406 Távolsági járatok                          |
| 11                                     | Autóbusz-állomás                        | 18       | 2, 2A, 4, 5, 5A, 6, 11, 12, 14, 14E, 16, 112, 3405, 3406, 3410 Helyközi buszok Távolsági járatok |
| 12                                     | Bazilika                                | ∫        | 2, 2A, 4, 5, 5A, 6, 11, 12, 14, 14E, 112, 3405, 3406, 3410                                       |
| 14                                     | Színház                                 | 16       | 2, 2A, 11, 12, 14, 14E, 112, 3410 Helyközi buszok Távolsági járatok                              |
| 16                                     | Bazilika (Törvényszék) (↓) Bazilika (↑) | 14       | 2, 2A, 4, 5, 5A, 6, 11, 12, 14, 14E, 112, 3405, 3406, 3410                                       |
| 18                                     | Agria Park                              | 13       | 13, 113                                                                                          |
| 19                                     | Hatvani temető                          | 9        |                                                                                                  |
| 20                                     | Bethlen Gábor út                        | ∫        |                                                                                                  |
| 21                                     | Petőfi út                               | 8        |                                                                                                  |
| 22                                     | Garay út                                | ∫        |                                                                                                  |
| 23                                     | Radnóti út                              | ∫        |                                                                                                  |
| 24                                     | Laktanya utca                           | ∫        |                                                                                                  |
| 25                                     | Váci Mihály utca                        | ∫        |                                                                                                  |
| 26                                     | Ankli József út                         | ∫        |                                                                                                  |
| ∫                                      | Kisfaludy út                            | 7        |                                                                                                  |
| ∫                                      | Vak Bottyán utca                        | 6        |                                                                                                  |
| ∫                                      | Mikes Kelemen út                        | 4        |                                                                                                  |
| 27                                     | Csokonai út                             | 3        |                                                                                                  |
| 28                                     | Tiszti házak                            | 2        |                                                                                                  |
| 29                                     | Baktai út végállomás                    | 0        | Helyközi buszok Távolsági járatok                                                                |